# Liste der kanadischen Orden und Ehrenzeichen
Diese Liste enthält die offiziellen Orden und Ehrenzeichen Kanadas. Das kanadische Auszeichnungssystem ist dem britischen Modell nachempfunden, nahm aber nach 1967 (100. Jahrestag der Staatsgründung und Einführung des Order of Canada) eine andere Entwicklung. Sämtliche Auszeichnungen werden im Namen des kanadischen Monarchen verliehen, der durch den Generalgouverneur von Kanada vertreten wird. Neben den Auszeichnungen des Bundesstaates gibt es auch solche der Provinzen.

## Orden des Bundesstaates
Orden auf Bundesebene werden durch den Monarchen oder den Generalgouverneur verliehen. Die Ordensträger sind berechtigt, nach ihrem Namen Abkürzungen zu führen, die ihren Status kennzeichnen (post-nominal letters).
(geordnet gemäß der Rangfolge)
1. Order of Canada (Ordre du Canada)
2. Order of Military Merit (Ordre du mérite militaire)
3. Order of Merit of the Police Forces (Ordre du mérite des corps policiers)
4. Royal Victorian Order (Ordre royal de Victoria) – ohne die zwei obersten Klassen
5. Order of Saint John (Ordre de Saint-Jean) – mit abweichendem Klassensystem

## Orden der Provinzen
Jede der zehn kanadischen Provinzen führte nach 1967 eigene Orden ein. Sie sind alle einklassig, mit Ausnahme des dreiklassigen Ordens der Provinz Québec. Verliehen werden sie an Personen, die in den entsprechenden Provinzen durch besondere Leistungen aufgefallen sind. Die Verleihung nimmt der jeweilige Vizegouverneur vor.
- Alberta Order of Excellence
- Order of British Columbia
- Order of Manitoba
- Order of New Brunswick
- Order of Newfoundland and Labrador
- Order of Nova Scotia
- Order of Ontario
- Order of Prince Edward Island
- Ordre national du Québec
- Saskatchewan Order of Merit

## Ehrenzeichen
1. Victoria-Kreuz (Victoria Cross, Croix de Victoria)
2. Star of Military Valour (Étoile de la vaillance militaire)
3. Medal of Military Valour (Médaille de la vaillance militaire)
4. Cross of Valour (Croix de la vaillance)
5. Star of Courage (Étoile du courage)
6. Medal of Bravery (Médaille de la bravoure)
7. Meritorious Service Decoration (Décoration pour service méritoire)